# Carina Raich
Carina Stecher-Raich, né le 14 mars 1979 à Arzl im Pitztal, est une skieuse alpine autrichienne représentant son pays en coupe du monde de ski alpin de décembre 2000 à janvier 2005. Comptant un podium en coupe du monde, elle a représenté l'Autriche aux Jeux olympiques de Salt Lake City en 2002 ainsi qu'aux championnats du monde de ski alpin de Sankt Anton en 2001. Mariée au coureur du combiné nordique autrichien Mario Stecher, elle est la sœur de Benjamin Raich et elle est mère d'un enfant.

## Carrière
Carina Raich commence sa carrière en coupe du monde le 10 décembre 2000. Spécialiste du slalom, elle termine sa première course par une vingt-quatrième place à Sestrières. Neuvième des championnats du monde 2001. Quelques mois plus tard, en novembre, elle obtient son unique podium en coupe du monde, une troisième place lors du slalom de Copper Mountain.

## Palmarès

### Jeux olympiques d'hiver
| Épreuve / Édition | Salt Lake City 2002 |
| Descente          | -                   |
| Super G           | -                   |
| Slalom géant      | -                   |
| Slalom            | Ab.                 |

### Championnats du monde
| Épreuve / Édition | Sankt Anton 2001 |
| Descente          | -                |
| Super G           | -                |
| Slalom géant      | -                |
| Slalom            | 9e               |

### Coupe du monde
- Meilleur classement au général : 48e en 2002.
- 1 podium en carrière.

#### Différents classements en coupe du monde
| Année/Classement | Année/Classement | Général | Général | Descente | Descente | Super G | Super G | Géant  | Géant  | Slalom | Slalom | Combiné | Combiné |
| ---------------- | ---------------- | ------- | ------- | -------- | -------- | ------- | ------- | ------ | ------ | ------ | ------ | ------- | ------- |
| Année/Classement | Année/Classement | Class.  | Points  | Class.   | Points   | Class.  | Points  | Class. | Points | Class. | Points | Class.  | Points  |
| 2001             | 2001             | 102e    | 23      | -        | -        | -       | -       | -      | -      | 42e    | 23     | -       | -       |
| 2002             | 2002             | 48e     | 154     | -        | -        | -       | -       | -      | -      | 15e    | 154    | -       | -       |
| 2003             | 2003             | 75e     | 49      | -        | -        | -       | -       | -      | -      | 30e    | 49     | -       | -       |
| 2004             | 2004             | 108e    | 9       | -        | -        | -       | -       | -      | -      | 45e    | 9      | -       | -       |